# Салангана білочерева
Саланга́на білочерева (Collocalia esculenta) — вид серпокрильцеподібних птахів родини серпокрильцевих (Apodidae). Мешкає в Південно-Східній Азії і Меланезії.

## Опис
Довжина птаха становить 9-11,5 см, довжина крила становить 8-10 см. Верхня частина тіла, включно з надхвістям, чорнувато-синя, блискуча. Груди чорні, живіт білий, поцяткований дрібними чорними плямками. Кінчики крил заокруглені, нижня сторона крил чорна. Хвіст чорний, виїмчастий з неглибоким вирізом.

## Підвиди
Виділяють сімнадцять підвидів:
- C. e. minuta Stresemann, 1925 — острови Селаяр[en], зокрема Бонерате, Танахьямпеа[en] і Калао;
- C. e. esculenta (Linnaeus, 1758) — центр і південь Сулавесі, острови Банґґаї[en], Сула[en], центральні і південні Молуккські острови (до островів Кай[en]), острови Ару;
- C. e. manadensis Salomonsen, 1983 — північ Сулавесі, острови Сангіхе[en], Сіау[en] і Талауд[en];
- C. e. spilura Gray, GR, 1866 — північні Молуккські острови;
- C. e. amethystina Salomonsen, 1983 — острів Вайгео (архіпелаг Раджа-Ампат);
- C. e. numforensis Salomonsen, 1983 — острів Нумфор[en] (на північ від Нової Гвінеї);
- C. e. nitens Ogilvie-Grant, 1914 — північ Нової Гвінеї, острови Япен і Каркар (на північ від Нової Гвінеї), острови Толоківа[en], Лонг-Айленд[en] і Краун (на захід від Нової Британії);
- C. e. misimae Salomonsen, 1983 — архіпелаг Луїзіада, острови Тробріана і острів Вудларк[en];
- C. e. tametamele Stresemann, 1921 — Нова Британія і сусідні острови;
- C. e. stresemanni Rothschild & Hartert, EJO, 1914 — Острови Адміралтейства;
- C. e. heinrothi Neumann, 1919 — острови Нова Ірландія, Новий Гановер[en] і Дьяул[en];
- C. e. spilogaster Salomonsen, 1983 — острови Табар[en] і Ліхір;
- C. e. hypogrammica Salomonsen, 1983 — острови Ніссан[en] і Грін;
- C. e. lagonoleucos Schodde, Rheindt & Christidis, 2017 — острови Бука, Бугенвіль і Шортланд[en];
- C. e. becki Mayr, 1931 — Соломонові острови (від островів Фауро[en] і Шуазель до Малаїти і Гуадалканала);
- C. e. makirensis Mayr, 1931 — Макіра і сусідні острови;
- C. e. desiderata Mayr, 1931 — острови Реннелл і Беллона[en].

За результатами молекулярно-генетичного дослідження низку підвидів, яких рініше відносили до білочеревої салангани, було виділено у окремі види.

## Поширення і екологія
Білочереві салангани мешкають в Індонезії, на Папуа Новій Гвінеї та на Соломонових Островах. Вони живуть в різноманітних природних середовищах, зокрема у вологих тропічних лісах, однак віддають перевагу відкритим просторам. Живляться комахами, яких ловлять в польоті. Гніздяться в печерах. Гніздо робиться зі слини, в кладці два білих яйця.